# 金德姆城 (密蘇里州)
金德姆城（英語：Kingdom City）是位於美國密蘇里州卡勒韋縣的村。

## 人口
根據2020年美國人口普查的數據，金德姆城的面積為4.85平方千米，當中陸地面積為4.80平方千米，而水域面積為0.05平方千米。當地共有人口134人，而人口密度為每平方千米28人。